# Die Hexe und das Biest
Die Hexe und das Biest (jap. 魔女と野獣 Majo to Yajū) ist eine Manga-Serie von Kōsuke Satake, die seit 2016 in Japan erscheint. Sie wurde in mehrere Sprachen übersetzt und erzählt von einem Paar Hexenjäger in einer Fantasy-Welt. 2024 kam eine Adaption als Anime-Serie heraus, die international als The Witch and the Beast bekannt wurde.

## Inhalt
Eines Tages tauchen in einer von einer Hexe regierten Stadt zwei seltsame Gesellen auf: der elegante, mit Sarg und einer ihm folgenden Gruppe Krähen ausgestattete Ashaf und die unbändige, gewalttätige und junge Guideau mit ihren langen Reißzähnen. Sie bekämpfen die Hexe Ione, die die Menschen hier verflucht hat, damit sie von ihnen als ihre Heldin angesehen und als Herrscherin akzeptiert wird. Dabei ist die Hexe dafür bekannt, vor Jahrhunderten hier ein Höllenfeuer entzündet zu haben. Im Kampf kennt das Paar keine Zurückhaltung und jagt Hexen, die für sie stets Ursache für Flüche und Unheil sind, für den Orden der magischen Resonanz. Denn Guideau wurde selbst von einer Hexe verflucht und sucht daher nach einem Weg, diesen Fluch wieder loszuwerden. Neben dem Verfolgen ihres Ziels müssen die beiden für den Orden jedoch auch andere Aufträge erfüllen, in denen Hexen keine Rolle spielen.

## Veröffentlichung
Die Serie startete am 6. November 2016 im Magazin Young Magazine the 3rd beim Verlag Kodansha. Zum Mai 2021 wechselte der Manga ins Young Magazine, nachdem das Young Magazine the 3rd eingestellt wurde. Aus gesundheitlichen Gründen pausiert die Serie seit Januar 2023. Die Kapitel wurden auch gesammelt in bisher zehn Bänden herausgegeben. Im August 2022 wurde eine Adaption des Mangas als Anime angekündigt.
Eine deutsche Fassung der Serie erscheint seit Oktober 2022 bei Altraverse in bisher zehn Bänden (Stand: Juli 2024). Die Übersetzung stammt von Miryll Ihrens. Auf Englisch erscheint der Manga bei Kodansha USA und auf Italienisch bei Planet Manga.

## Anime-Fernsehserie
Der Anime entstand bei Studio Yokohama Animation Lab unter der Regie von Takayuki Hamana. Die Drehbücher wurden geschrieben von Yūichirō Momose und das Charakterdesign stammt von Hiroya Iijima. Die künstlerische Leitung lag bei Hirotsugu Kakoi, die 3D-Animationen leitete Takuji Goshima und für den Ton war Takuya Hiramitsu verantwortlich. Natsumi Uchida war zuständig für die Kameraführung. 
Die 24 Minuten langen zwölf Folgen wurden vom 11. Januar bis 5. April 2024 vom Sender TBS in Japan gezeigt. International erfolgte die Veröffentlichung parallel dazu über die Plattform Crunchyroll, unter anderem mit deutschen und englischen Untertiteln sowie mit englischer Synchronfassung.

### Synchronisation
| Rolle        | japanischer Sprecher (Seiyū) |
| ------------ | ---------------------------- |
| Ashaf        | Toshiyuki Morikawa           |
| Guideau      | Yō Taichi                    |
| Ione         | Yōko Hikasa                  |
| Mary         | Noriko Shibasaki             |
| Kiera Haines | Junko Minagawa               |

### Musik
Hanae Nakamura und Natsumi Tabuchi komponierten den Soundtrack der Serie. Das Vorspannlied ist Sōmonka von Sokoninaru und der Abspann ist unterlegt mit Hikari no Trill von Yoshino Nanjo. 

## Rezeption
Bis August 2022 wurden in Japan über 500.000 Sammelbände der Serie verkauft. Englischsprachige Kritiker haben durchweg den Zeichenstil gelobt, während die Meinungen zu Plot und Charakteren geteilt sind. So wurde die Idee bei Anime News Network zwar interessant gefunden, aber die erzählerische Umsetzung und die Charaktere mangelhaft. Ähnlich bei Anime UK, wo die Charaktere als wenig liebenswert oder sympathisch beschrieben werden, was die Identifikation erschwere. Im Otaku Magazine dagegen werden auch die Umsetzung und die „coolen Charaktere“ gelobt.